# Bogardenklooster ('s-Hertogenbosch)
Het Bogardenklooster was een mannenklooster in de Binnenstad van 's-Hertogenbosch. Het klooster was gevestigd achter de huizen van de Verwersstraat. Het klooster was mogelijk bereikbaar via het Paradijsstraatje, een zijstraat tussen Verwersstraat 53 en 55. Het klooster stamt uit 1309. De Verwersstraat was de omgeving van de lakenindustrie. De kloosterlingen verdienden dan ook de kost met het weven.
In 1572 werd het klooster Annenborch in Rosmalen geplunderd door aanhangers van de reformatie. De Zusters Augustinessen vluchtten naar 's-Hertogenbosch en vonden hun onderdak in het naast het Bogardenklooster gelegen Huis De Cluyt. Toen er in 1588 vrijwel geen kloosterlingen meer in het Bogardenklooster over waren, werd het afgestaan aan de Augustinessen. De verkoop van het klooster werd al in 1585 door Paus Sixtus V goedgekeurd. Uiteindelijk kwam het klooster in handen van de Jezuïeten.